# Templo de Brasilia
El templo de Brasilia, Brasil es uno de los templos construidos y operados por la Iglesia de Jesucristo de los Santos de los Últimos Días, el décimo templo SUD construido en Brasil, ubicado en el Sector de Habitaciones Colectivas Norte (SHCN) del Asa Norte de la capital brasileña de Brasilia. Previo a la construcción del templo de Brasilia, los fieles asistían al Templo de São Paulo para recibir sus ceremonias eclesiásticas.

## Anuncio
La construcción del templo en Río fue anunciado por el entonces presidente de la iglesia SUD Thomas S. Monson durante la conferencia general de la iglesia el 2 de abril de 2017. 
El evento relacionado con la ceremonia de la primera palada fue anunciado en una carta a las autoridades locales de Brasil. La ceremonia, que incluye una oración dedicatoria del lugar de construcción, tuvo lugar el 26 de septiembre de 2020, presidida por Adilson de Paula Parrella junto a otros líderes locales de la iglesia.

## Ubicación
Adjunto al comunicado de prensa que anunciaba la ceremonia de la primera palada, la iglesia presentó una versión oficial del edificio y su ubicación en un terreno de seis acres a orillas del lago Paranoá en el sector de Grandes Áreas Norte (PGA/Norte) Cuadra 612. La Estación de Tratamiento de Aguas de alcantarillado de la Companhia de Saneamento Ambiental do Distrito Federal (CAESB) está ubicado al este del terreno del templo y la Universidad de Brasilia a poca distancia al sur.

## Construcción
Para el 28 de abril de 2021, el edificio ya tenía alzadas sus paredes exteriores sobre el cimiento de concreto y el pináculo estaba en proceso de ser ergido sobre el techo, también de concreto. El terreno y a se había aclarado para agosto de 2021 en preparación para la ceremonia de la primera palada. El terreno tendrá una capilla para reuniones dominicales así como un edificio para hospedar patronos que arriban de lugares distantes.
A diferencia de la mayoría de los templos actuales, que cuentan con arquitectura contemporánea, el diseño que se muestra en las imágenes presentadas por la iglesia del templo muestra líneas simples y rectas, con una clara influencia de la arquitectura de la Capital Federal. El edificio cuenta con arcos elípticos y espejos de agua que completan un conjunto único, de un piso que conserva el estilo arquitectónico de la ciudad de Brasilia, Patrimonio de la Humanidad.